# Unione Sportiva Sanremese 1981-1982
Questa voce raccoglie le informazioni riguardanti l'Unione Sportiva Sanremese nelle competizioni ufficiali della stagione 1981-1982.

## Stagione
Nella stagione 1981-1982 la Sanremese disputò il terzo campionato di Serie C1 della sua storia.

## Divise e sponsor
| 1ª divisa |

## Organigramma societario
Area direttiva
- Presidente: Gianni Borra

Area tecnica
- Direttore sportivo: Vincenzo Reverchon
- Allenatore: Bruno Baveni, poi Giorgio Canali (dal 26 gennaio)[1]

## Rosa
| N. |                   | Ruolo | Calciatore         |
| -- | ----------------- | ----- | ------------------ |
|    | Italia (bandiera) | P     | Daniele Grosso     |
|    | Italia (bandiera) | P     | Mauro Pelosin      |
|    | Italia (bandiera) | D     | Sandro Aimone      |
|    | Italia (bandiera) | D     | Giorgio Battoia    |
|    | Italia (bandiera) | D     | Marino Cantore     |
|    | Italia (bandiera) | D     | Luigi Cichero      |
|    | Italia (bandiera) | D     | Gianluigi Maggioni |
|    | Italia (bandiera) | D     | Marco Ricci        |
|    | Italia (bandiera) | D     | Claudio Vertova    |
|    | Italia (bandiera) | C     | Dino Bertazzon     |
|    | Italia (bandiera) | C     | Maurizio De Luca   |

| N. |                   | Ruolo | Calciatore         |
| -- | ----------------- | ----- | ------------------ |
|    | Italia (bandiera) | C     | Francesco Di Nuovo |
|    | Italia (bandiera) | C     | Silvio Francesconi |
|    | Italia (bandiera) | C     | Marcello Marchi    |
|    | Italia (bandiera) | C     | Gabriele Pin       |
|    | Italia (bandiera) | C     | Andrea Prunecchi   |
|    | Italia (bandiera) | C     | Angelo Scaburri    |
|    | Italia (bandiera) | C     | Loris Trevisani    |
|    | Italia (bandiera) | A     | Marzio Bertocchi   |
|    | Italia (bandiera) | A     | Fabrizio Gatti     |
|    | Italia (bandiera) | A     | Cesare Melillo     |

## Risultati

### Serie C1

#### Girone d'andata
| Trento 20 settembre 1981 | Trento              | 0 – 0 | Sanremese | Stadio Briamasco\| Arbitro: \| Albertini (Voghera) \| |
| Arbitro:                 | Albertini (Voghera) |       |           |                                                       |

| Arbitro: | Pampana (Pisa) |

|                      |           |             |
| Bertocchi 47’ (rig.) | Marcatori | 86’ Pezzato |

| Arbitro: | Frigerio (Milano) |

|                     |           |                            |
| De Falco 38’ (rig.) | Marcatori | 7’ Bertocchi 56’ Bertazzon |

| Arbitro: | Testa (Prato) |

|  |           |                           |
|  | Marcatori | 1’ De Bernardi 38’ Magrin |

| Arbitro: | Marascia (Roma) |

|                  |           |  |
| Melillo 44’, 46’ | Marcatori |  |

| Arbitro: | Laudato (Taranto) |

|                  |           |                      |
| Fiaschi 26’, 74’ | Marcatori | 49’ (rig.) Bertocchi |

| Arbitro: | Pellicanò (Reggio Calabria) |

|  |           |              |
|  | Marcatori | 53’ Galluzzo |

| Arbitro: | Dall'Oca (Abbiategrasso) |

|                           |           |                            |
| Valentini 42’ Cazzola 86’ | Marcatori | 69’ Bertazzon 79’ Scaburri |

| Arbitro: | Ramacci (Latina) |

|  |           |                       |
|  | Marcatori | 26’ Aselli 36’ Cesati |

| Arbitro: | Ramicone (Messina) |

|                |           |                  |
| Pietropaolo 1’ | Marcatori | 87’ (aut.) Dozzi |

| Arbitro: | Damiani (Ascoli Piceno) |

|          |           |  |
| Pini 89’ | Marcatori |  |

| Sanremo 6 dicembre 1981 | Sanremese          | 0 – 0 | Forlì | Stadio Comunale\| Arbitro: \| Sguizzato (Verona) \| |
| Arbitro:                | Sguizzato (Verona) |       |       |                                                     |

| Arbitro: | Tuveri (Cagliari) |

|                          |           |  |
| Dal Prà 70’ Nicolini 90’ | Marcatori |  |

| Sanremo 20 dicembre 1981 | Sanremese           | 0 – 0 | Alessandria | Stadio Comunale\| Arbitro: \| Bruschini (Firenze) \| |
| Arbitro:                 | Bruschini (Firenze) |       |             |                                                      |

| Arbitro: | Sala (Calolziocorte) |

|  |           |                  |
|  | Marcatori | 37’ (rig.) Cocco |

| Arbitro: | Gava (Conegliano) |

|                                       |           |  |
| Scarpa 59’ Vernacchia 72’ Rabitti 87’ | Marcatori |  |

| Arbitro: | Falsetti (Roma) |

|                                     |           |              |
| Pin 1’ Scaburri 47’ Francesconi 64’ | Marcatori | 58’ Cascella |

#### Girone di ritorno
| Arbitro: | D'Innocenzo (Ciampino) |

|  |           |               |
|  | Marcatori | 21’ Bertinato |

| Arbitro: | Lorenzetti (Macerata) |

|               |           |               |
| Sgarbossa 50’ | Marcatori | 87’ Bertazzon |

| Arbitro: | Greco (Lecce) |

|                      |           |  |
| Prunecchi 55’ (rig.) | Marcatori |  |

| Arbitro: | Marascia (Roma) |

|                     |           |  |
| Mutti II 70’ (rig.) | Marcatori |  |

| Arbitro: | Lamorgese (Potenza) |

|                              |           |             |
| Bresolin 15’, 69’ Santin 90’ | Marcatori | 18’ Melillo |

| Arbitro: | Coppetelli (Tivoli) |

|             |           |  |
| Melillo 20’ | Marcatori |  |

| Arbitro: | Pampana (Pisa) |

|                                       |           |             |
| Colombo 10’ Pradella 37’ Galluzzo 52’ | Marcatori | 28’ Melillo |

| Arbitro: | Bin (Torino) |

|                    |           |  |
| Vertova 42’ (rig.) | Marcatori |  |

| Arbitro: | Coppetelli (Tivoli) |

|                                |           |                                    |
| D'Agostino 7’, 85’ Cannata 60’ | Marcatori | 38’ Trevisani 87’ (rig.) Prunecchi |

| Sanremo 4 aprile 1982 | Sanremese        | 0 – 0 | Treviso | Stadio Comunale\| Arbitro: \| Scevola (Milano) \| |
| Arbitro:              | Scevola (Milano) |       |         |                                                   |

| Arbitro: | Baldi (Roma) |

|               |           |               |
| Bertazzon 17’ | Marcatori | 48’ Mulinacci |

| Forlì 25 aprile 1982 | Forlì             | 0 – 0 | Sanremese | Stadio Tullo Morgagni\| Arbitro: \| Basile (Siracusa) \| |
| Arbitro:             | Basile (Siracusa) |       |           |                                                          |

| Sanremo 2 maggio 1982 | Sanremese      | 0 – 0 | Lanerossi Vicenza | Stadio Comunale\| Arbitro: \| Vallesi (Pisa) \| |
| Arbitro:              | Vallesi (Pisa) |       |                   |                                                 |

| Arbitro: | Ongaro (Rovigo) |

|  |           |             |
|  | Marcatori | 22’ Cantore |

| Arbitro: | Da Pozzo (Monza) |

|           |           |               |
| Papis 37’ | Marcatori | 80’ Bertazzon |

| Arbitro: | De Marchi (Novara) |

|                                 |           |            |
| Melillo 5’ Prunecchi 83’ (rig.) | Marcatori | 55’ Scarpa |

| Arbitro: | Ronchetti (Modena) |

|  |           |             |
|  | Marcatori | 25’ Melillo |

### Coppa Italia di Serie C

#### Primo turno
| Arbitro: | Scevola (Milano) |

|                               |           |                            |
| Parente 58’ Turini 85’ (rig.) | Marcatori | 61’ Scaburri 76’ Bertazzon |

| Imperia 26 agosto 1981                                       | Imperia   | 1 – 1      | Sanremese | Stadio Nino Ciccione |
| \| \| \| \| \| Bucciarelli 57’ \| Marcatori \| 8’ Melillo \| |           |            |           |                      |
|                                                              |           |            |           |                      |
| Bucciarelli 57’                                              | Marcatori | 8’ Melillo |           |                      |

| Arbitro: | Baldini (Piacenza) |

|         |           |                                   |
| Pin 74’ | Marcatori | 8’, 55’ (rig.) Turini 44’ Luccini |

| Arbitro: | Luci (Firenze) |

|  |           |                 |
|  | Marcatori | 27’ Bucciarelli |

## Statistiche

### Statistiche di squadra
| Competizione         | Punti | In casa | In casa | In casa | In casa | In casa | In casa | In trasferta | In trasferta | In trasferta | In trasferta | In trasferta | In trasferta | Totale | Totale | Totale | Totale | Totale | Totale | DR  |
| Competizione         | Punti | G       | V       | N       | P       | Gf      | Gs      | G            | V            | N            | P            | Gf           | Gs           | G      | V      | N      | P      | Gf     | Gs     | DR  |
| -------------------- | ----- | ------- | ------- | ------- | ------- | ------- | ------- | ------------ | ------------ | ------------ | ------------ | ------------ | ------------ | ------ | ------ | ------ | ------ | ------ | ------ | --- |
| Serie C1             | 30    | 17      | 6       | 6       | 5       | 12      | 11      | 17           | 3            | 6            | 8            | 14           | 24           | 34     | 9      | 12     | 13     | 26     | 35     | -9  |
| Coppa Italia Serie C |       | 2       | 0       | 0       | 2       | 1       | 4       | 2            | 0            | 2            | 0            | 3            | 3            | 4      | 0      | 2      | 2      | 4      | 7      | -3  |
| Totale               | -     | 19      | 6       | 6       | 7       | 13      | 15      | 19           | 3            | 8            | 8            | 17           | 27           | 38     | 9      | 14     | 15     | 30     | 42     | -12 |

### Statistiche dei giocatori[3]
| Giocatore      | Serie C1 | Serie C1 | Coppa Italia Serie C | Coppa Italia Serie C | Totale   | Totale |
| Giocatore      | Presenze | Reti     | Presenze             | Reti                 | Presenze | Reti   |
| -------------- | -------- | -------- | -------------------- | -------------------- | -------- | ------ |
| S. Aimone      | 19       | 0        | 3                    | 0                    | 22       | 0      |
| G. Battoia     | 24       | 0        | -                    | -                    | 24       | 0      |
| D. Bertazzon   | 26       | 5        | 4                    | 1                    | 30       | 6      |
| M. Bertocchi   | 11       | 3        | 3                    | 0                    | 14       | 3      |
| M. Cantore     | 23       | 2        | 3                    | 0                    | 26       | 2      |
| L. Cichero     | 34       | 0        | 2                    | 0                    | 36       | 0      |
| M. De Luca     | 32       | 0        | 2                    | 0                    | 34       | 0      |
| F. Di Nuovo    | 7        | 0        | -                    | -                    | 7        | 0      |
| S. Francesconi | 31       | 1        | 4                    | 0                    | 35       | 1      |
| F. Gatti       | 1        | 0        | -                    | -                    | 1        | 0      |
| G. Maggioni    | 26       | 1        | 3                    | 0                    | 29       | 1      |
| M. Marchi      | 9        | 0        | -                    | -                    | 9        | 0      |
| C. Melillo     | 33       | 7        | 4                    | 1                    | 37       | 8      |
| M. Pelosin     | 34       | -35      | 4                    | -7                   | 38       | -42    |
| G. Pin         | 22       | 1        | 4                    | 1                    | 26       | 2      |
| A. Prunecchi   | 15       | 3        | -                    | -                    | 15       | 3      |
| M. Ricci       | 16       | 0        | 4                    | 0                    | 20       | 0      |
| A. Scaburri    | 22       | 1        | 4                    | 1                    | 26       | 2      |
| L. Trevisani   | 32       | 1        | 4                    | 0                    | 36       | 1      |
| C. Vertova     | 18       | 1        | 1                    | 0                    | 19       | 1      |